# Lesnaia (Kamtxatka)
|  | Per a altres significats, vegeu «Lesnaia». |

Lesnaia (en rus: Лесная) és un poble del krai de Kamtxatka, a Rússia, que el 2021 tenia 252 habitants. Pertany al districte de Tiguil.